# ИСУ-122
ИСУ-122 (Объект 242) — советская тяжёлая самоходно-артиллерийская установка (САУ) периода Великой Отечественной войны. В названии машины аббревиатура ИСУ означает «самоходная установка на базе танка ИС» или «ИС-установка»; буква «И» в дополнение к стандартному советскому обозначению «СУ» боевой техники такого класса потребовалась для отличия от САУ того же калибра СУ-122 на другой танковой базе. Индекс 122 обозначает калибр основного вооружения машины.
Разработана конструкторским бюро опытного завода № 100 в декабре 1943 года и принята на вооружение Рабоче-крестьянской Красной армии (РККА) 12 марта 1944 года. Месяцем позже началось её серийное производство на Челябинском Кировском заводе (ЧКЗ), продолжавшееся по август 1945 года. САУ этого типа активно и успешно использовались во всех крупных операциях РККА с лета 1944 года до самого конца войны, главным образом в качестве мощного истребителя танков. Помимо РККА, ИСУ-122 состояли на вооружении армий Польши и Чехословакии, единичные трофейные машины использовались вермахтом.
В послевоенный период ИСУ-122 прошли модернизацию и достаточно долго состояли на вооружении Советской армии. Начиная с середины 1960-х годов, ИСУ-122 были сняты с вооружения Советской армии; некоторое количество уцелевших от разрезки на металл машин сейчас служат памятниками и экспонатами в музеях различных стран мира. Поставлялась также ряду стран, в большинстве из которых она снята с вооружения, но некоторое количество ИСУ-122 всё ещё, по состоянию на 2007 год, используется армией Вьетнама.

## История создания и производства
Бытует мнение, что появление этих машин связано с нехваткой систем МЛ-20с для вооружения ИСУ-152, но это не так. САУ со 122-мм пушкой А-19 в качестве эффективного противотанкового средства Красная армия хотела получить ещё с весны 1943 года.
Прототип тяжёлой САУ ИСУ-122 Объект 242 был построен на ЧКЗ в декабре 1943 года. Фактически он представлял собой ранее разработанную ИСУ-152 и отличался от неё только вооружением — вместо 152-мм гаубицы-пушки МЛ-20С на новой машине установили 122-мм пушку А-19. Поскольку оба этих орудия в буксируемом варианте устанавливались на один и тот же лафет 52-Л-504А и были весьма близки по конструкции, то особых трудностей при перестволении не возникало. Объект 242 был успешно испытан на Гороховецком артиллерийском полигоне, но не был немедленно запущен в серийное производство — в то время все бронекорпуса ИСУ комплектовались гаубицей-пушкой МЛ-20С. Однако к весне 1944 года выпуск бронекорпусов ИСУ превысил выпуск орудий МЛ-20С, и было принято решение оснастить недоукомплектованные серийные машины пушкой А-19 (точнее, её слегка модернизированным вариантом А-19С (Индекс ГАУ — 52-ПС-471), более удобным для наводчика в стеснённых условиях боевого отделения самоходки). На тот момент на складах имелся определённый запас стволов А-19, которые могли быть без особых проблем адаптированы к установке в САУ серии ИСУ. В свете этих обстоятельств Государственный комитет обороны 12 марта 1944 года официально принял на вооружение РККА прототип Объект 242 под названием ИСУ-122. В апреле 1944 года первые серийные ИСУ-122 покинули сборочные линии ЧКЗ. В августе 1945 года конвейер завода покинули последние 100 машин.
В конце 1944 года на САУ стали устанавливать 12,7-мм зенитный крупнокалиберный пулемёт ДШК. С января 1945 года уже все установки выпускались с этими пулеметами.
| Год   | 1     | 2     | 3     | 4     | 5     | 6     | 7     | 8     | 9     | 10    | 11    | 12    | Всего |
| ----- | ----- | ----- | ----- | ----- | ----- | ----- | ----- | ----- | ----- | ----- | ----- | ----- | ----- |
| 1944  |       |       |       | 70    | 90    | 120   | 140   | 125   | 100   | 100   | 100   | 100   | 945   |
| 1945  | 90    | 100   | 100   | 100   | 100   | 100   | 100   | 100   |       |       |       |       | 790   |
| Итого | Итого | Итого | Итого | Итого | Итого | Итого | Итого | Итого | Итого | Итого | Итого | Итого | 1735  |

Для их вооружения было изготовлено 1855 орудий А-19 (1944 — 998, 1945 — 857)

### Модификация ИСУ-122С
Пушка А-19С имела ручной затвор поршневого типа, что отрицательно сказывалось на скорострельности (1,5—2,5 выстрела в минуту). Поэтому советские инженеры улучшили 122-мм орудие А-19, оснастив его полуавтоматическим клиновым затвором. Этот вариант пушки получил обозначение Д-25Т и изначально устанавливался на танки ИС-2. К концу августа 1944 года были закончены все работы по созданию самоходного варианта пушки Д-25С, и тогда же в серию была запущена улучшенная версия САУ ИСУ-122С с этим орудием. Скорострельность возросла до 3—4 выстрелов в минуту, а в самых благоприятных условиях могла достигать 6 выстрелов в минуту.

### ИСУ-122 и ИСУ-122С
Несмотря на явные преимущества ИСУ-122C над оригинальным вариантом ИСУ-122, последний остался в производстве благодаря гораздо большей доле поступающих с артиллерийских заводов стволов 122-мм самоходных пушек обр. 1937/44 гг. (дальнейшее развитие А-19С) по сравнению с другими образцами вооружения, годными для установки в самоходки серии ИСУ (МЛ-20С и Д-25С). Серийный выпуск ИСУ-122 был прекращён в 1945 году, всего ЧКЗ построил 1735 ИСУ-122, из них 1435 до 1 июня 1945 года. Причинами снятия с производства послужили как общее уменьшение выпуска бронетехники после окончания Второй мировой войны, так и отсутствие превосходства в вооружении у ИСУ-122 над базовым танком ИС-2. Лицензии на производство ИСУ-122 в другие страны не продавались.
Со второй половины 1950-х гг. много уцелевших ИСУ-122 было переоборудовано в пусковые ракетные установки, самоходные шасси для орудий особой мощности, машины снабжения или БРЭМ.
Небольшое число сохранивших своё оригинальное вооружение ИСУ-122 было модернизировано в 1958 году. Но по сравнению с ИСУ-152 модернизация была неполной — заменялись только прицелы и радиостанции; двигатель обновлялся не всегда. В начале 1960-х годов ИСУ-122 были сняты с вооружения Советской армии (ИСУ-152 служили гораздо дольше), часть разоружённых машин была передана в распоряжение ряда гражданских ведомств.

## Описание конструкции
ИСУ-122 имела ту же компоновку, что и все другие серийные советские САУ того времени (за исключением СУ-76). Полностью бронированный корпус был разделён на две части. Экипаж, орудие и боезапас размещались впереди в броневой рубке, которая совмещала боевое отделение и отделение управления. Двигатель и трансмиссия были установлены в корме машины.

### Броневой корпус и рубка
Броневой корпус самоходной установки сваривался из катаных броневых плит толщиной 90, 75, 60, 30 и 20 мм. На машинах первых модификаций лобовая часть корпуса представляла собой броневую отливку; впоследствии, по мере наличия более стойкой катаной брони, конструкцию лобовой части корпуса изменили на сварную. Броневая защита дифференцированная, противоснарядная. Броневые плиты рубки устанавливались под рациональными углами наклона. Основное вооружение — 122-мм пушка А-19С — монтировалась в установке рамного типа справа от осевой линии машины. Противооткатные устройства орудия защищались неподвижным литым броневым кожухом и подвижной литой бронемаской, которая также выполняла функции уравновешивающего элемента.
Три члена экипажа располагались слева от орудия: впереди механик-водитель, затем наводчик, и сзади — заряжающий. Командир машины и замковый находились справа от орудия. Если экипаж состоял из четырёх человек, функции заряжающего выполнял замковый. Высвободившееся место могло быть использовано для размещения дополнительного боекомплекта. Посадка и выход экипажа производились через прямоугольный двухстворчатый люк на стыке крышевого и заднего листов броневой рубки и через круглый люк справа от орудия. Круглый люк слева от орудия не предназначался для посадки-выхода экипажа, он требовался для вывода наружу удлинителя панорамного прицела. Корпус также имел днищевой люк для аварийного покидания экипажем самоходки и ряд мелких лючков для погрузки боекомплекта, доступа к горловинам топливных баков, другим узлам и агрегатам машины.

### Вооружение
Основным вооружением ИСУ-122 являлась пушка А-19С (Индекс ГАУ — 52-ПС-471) калибра 121,92 мм. Марка и тип орудия варьировались от модификации и времени выпуска самоходки:
- ИСУ-122 раннего выпуска (до мая 1944 года) вооружались слегка модифицированной 122-мм пушкой обр. 1931/37 гг. Изменения касались переноса органов управления орудием на одну сторону для удобства наведения, оборудования его казённой части лотком-приёмником для удобства заряжания и установки электроспуска. Затвор поршневой, идентичный с буксируемым орудием. Модифицированная таким образом пушка обозначалась как А-19С.
- ИСУ-122 выпуска мая 1944 года и далее оснащались модифицированной в большей степени 122-мм пушкой, у которой более не было взаимозаменяемости стволов с А-19 и А-19С. Этот вариант орудия назывался «122-мм самоходная пушка обр. 1931/44 гг.». Затвор значительных изменений не претерпел и остался поршневым.

Орудие монтировалось в рамке на лобовой бронеплите рубки и имело вертикальные углы наводки от −3 до +22°, сектор горизонтальной наводки составлял 10°. Высота линии огня составляла 1,79 м; дальность прямого выстрела — 1000—1200 м по цели высотой 2,5—3 м, эффективная дальность стрельбы по артиллерийским орудиям и огневым точкам 1500 м, эффективная дальность стрельбы по бронетехнике - 2500 м, дальность выстрела прямой наводкой (следует вести подразделениями)— 5 км, наибольшая дальность стрельбы при угле прицеливания 18° (в большей степени ограничена возможностями надежной работы противооткатного устройства орудия в высокорежимной стрельбе) — 14,3 км. Выстрел производился посредством электрического или ручного механического спуска.
Боекомплект орудия составлял 30 выстрелов раздельного заряжания. Снаряды укладывались вдоль обоих бортов рубки, заряды — там же, а также на днище боевого отделения и на задней стенке рубки. По сравнению с ассортиментом боеприпасов буксируемых орудий А-19, боекомплект ИСУ-122 был существенно менее разнообразен. В его состав входили:
- бронебойно-трассирующий остроголовый снаряд 53-БР-471 массой 25 кг; начальная скорость 800 м/с;
- осколочно-фугасная пушечная граната 53-ОФ-471 или 53-ОФ-471Н той же массы и с той же начальной скоростью на полном заряде.

Вместо бронебойно-трассирующих снарядов 53-БР-471 могли применяться бронебойно-трассирующие тупоголовые снаряды с баллистическим наконечником 53-БР-471Б (с начала 1945 года).
Для разрушения железобетонных ДОТов в боекомплект мог вводиться бетонобойный пушечный снаряд 53-Г-471. Номенклатура метательных зарядов также была существенно уменьшена — она включала в себя полный 54-Ж-471 под бронебойный снаряд и осколочно-фугасную гранату и третий заряд 54-ЖН-471 только под осколочно-фугасную гранату. В принципе, пушка А-19С могла стрелять всеми типами снарядов и зарядов от своего буксируемого варианта А-19. Однако в поучениях и таблицах стрельбы для ИСУ-122 времён Великой Отечественной войны значатся только указанные выше боеприпасы. Это не исключает возможности стрельбы другими типами боеприпасов в то время, но документальных подтверждений такой стрельбы в виде тогдашних отчётов, наставлений и нормативных документов нет. Этот момент составляет пока ещё не до конца исследованный вопрос и часто становится причиной споров на военно-тематических форумах. С другой стороны, в послевоенное время, когда акцент использования ИСУ-122 сместился от истребителя танков в сторону самоходной гаубицы, возможность стрельбы всем ассортиментом боеприпасов от буксируемой А-19 становится существенно более вероятной.
С октября 1944 года на ИСУ-122 устанавливался зенитный крупнокалиберный 12,7-мм пулемёт ДШК с коллиматорным прицелом К-8Т на турельной установке на правом круглом люке командира машины. Боекомплект к ДШК составлял 250 патронов.
Для самообороны экипаж имел два автомата (пистолет-пулемёта) ППШ или ППС с боекомплектом 1491 патрон (21 диск) и 20 ручных гранат Ф-1.

### Двигатель
ИСУ-122 оснащалась четырёхтактным V-образным 12-цилиндровым дизельным двигателем В-2-ИС мощностью 520 л. с. (382 кВт). Пуск двигателя обеспечивался инерционным стартером с ручным и электрическим приводами или сжатым воздухом из двух резервуаров в боевом отделении машины. Электроприводом инерционного стартера являлся вспомогательный электродвигатель мощностью 0,88 кВт. Дизель В-2ИС комплектовался топливным насосом высокого давления НК-1 с всережимным регулятором РНК-1 и корректором подачи топлива. Для очистки поступающего в двигатель воздуха использовался фильтр типа «Мультициклон». Также в моторно-трансмиссионном отделении устанавливались подогревающие устройства для облегчения пуска двигателя в холодное время года. Они также могли быть использованы для подогрева боевого отделения машины. ИСУ-122 имела три топливных бака, два из которых располагались в боевом отделении, и один — в моторно-трансмиссионном. Самоходка также оснащалась четырьмя наружными дополнительными топливными баками, не связанными с топливной системой двигателя.

### Трансмиссия
САУ ИСУ-122 оснащалась механической трансмиссией, в состав которой входили:
- многодисковый главный фрикцион сухого трения «стали по феродо»;
- четырёхступенчатая коробка передач с демультипликатором (8 передач вперёд и 2 назад);
- два бортовых двухступенчатых планетарных механизма поворота с многодисковым блокировочным фрикционом сухого трения «сталь по стали» и ленточными тормозами;
- два двухрядных комбинированных бортовых редуктора.

### Ходовая часть
Подвеска у ИСУ-122 индивидуальная торсионная для каждого из 6 цельнолитых двускатных опорных катков малого диаметра по каждому борту. Напротив каждого опорного катка к бронекорпусу приваривались ограничители хода балансиров подвески. Ведущие колёса со съёмными зубчатыми венцами цевочного зацепления располагались сзади, а ленивцы были идентичны опорным каткам. Верхняя ветвь гусеницы поддерживалась тремя малыми цельнолитыми поддерживающими катками по каждому борту. Механизм натяжения гусеницы — винтовой; каждая гусеница состояла из 86 одногребневых траков шириной 650 мм.

### Электрооборудование
Электропроводка в САУ ИСУ-122 была однопроводной, вторым проводом служил бронекорпус машины. Источниками электроэнергии (рабочие напряжения 12 и 24 В) были генератор П-4563А с реле-регулятором РРА-24Ф мощностью 1 кВт и две последовательно соединённые аккумуляторные батареи марки 6-СТЭ-128 общей ёмкостью 128 А·ч. Потребители электроэнергии включали в себя:
- наружное и внутреннее освещение машины, приборы подсветки прицелов и шкал измерительных приборов;
- наружный звуковой сигнал и цепь сигнализации от десанта к экипажу машины;
- контрольно-измерительные приборы (амперметр и вольтметр);
- электроспуск гаубицы-пушки;
- средства связи — радиостанция и танковое переговорное устройство;
- электрика моторной группы — электродвигатель инерционного стартера, бобины свечей зимнего пуска двигателя и т. д.

### Средства наблюдения и прицелы
Все люки для входа и высадки экипажа, а также люк артиллерийской панорамы имели перископические приборы Mk IV для наблюдения за окружающей обстановкой изнутри машины (всего 3 штуки). Механик-водитель в бою вёл наблюдение через смотровой прибор с триплексом, который защищался броневой заслонкой. Этот смотровой прибор устанавливался в бронированном люке-пробке на лобовой бронеплите рубки слева от орудия. В спокойной обстановке этот люк-пробка мог быть выдвинут вперёд, обеспечивая механику-водителю более удобный непосредственный обзор с его рабочего места.
Для ведения огня самоходка оснащалась двумя орудийными прицелами — телескопическим СТ-18 для стрельбы прямой наводкой и панорамой Герца для стрельбы с закрытых позиций. Телескопические прицелы СТ-18 были градуированы на прицельную стрельбу на расстоянии до 1500 м. Однако дальность выстрела 122-мм пушки составляла до 14,3 км и для стрельбы на расстояние свыше 1500 м (как прямой наводкой, так и с закрытых позиций) наводчику приходилось использовать второй, панорамный прицел. Для обеспечения обзора через верхний левый круглый люк в крыше рубки панорамный прицел комплектовался специальным удлинителем. Для обеспечения возможности огня в тёмное время суток шкалы прицелов имели приборы подсветки.

### Средства связи
Средства связи включали в себя радиостанции 10Р (или 10РК) и переговорное устройство ТПУ-4-БисФ на 4 абонента.
Радиостанции 10Р или 10РК представляли собой комплект из передатчика, приёмника и умформеров (одноякорных мотор-генераторов) для их питания, подсоединяемых к бортовой электросети напряжением 24 В.
10Р представляла собой симплексную ламповую коротковолновую радиостанцию, работающую в диапазоне частот от 3,75 до 6 МГц (соответственно длины волн от 50 до 80 м). На стоянке дальность связи в телефонном (голосовом) режиме достигала 20—25 км, в движении она несколько уменьшалась. Бо́льшую дальность связи можно было получить в телеграфном режиме, когда информация передавалась телеграфным ключом азбукой Морзе или иной дискретной системой кодирования. Стабилизация частоты осуществлялась съёмным кварцевым резонатором, плавная подстройка частоты отсутствовала. 10Р позволяла вести связь на двух фиксированных частотах; для их смены использовался другой кварцевый резонатор из 15 пар в комплекте радиостанции.
Радиостанция 10РК являлась технологическим улучшением предыдущей модели 10Р, она стала проще и дешевле в производстве. У этой модели появилась возможность плавного выбора рабочей частоты, число кварцевых резонаторов было уменьшено до 16. Характеристики по дальности связи значительных изменений не претерпели.
Танковое переговорное устройство ТПУ-4-БисФ позволяло вести переговоры между членами экипажа САУ даже в сильно зашумлённой обстановке и подключать шлемофонную гарнитуру (головные телефоны и ларингофоны) к радиостанции для внешней связи.

## Модификации

### Периода Великой Отечественной войны
Официально существовало две серийных модификации самоходки — ИСУ-122 со 122-мм орудием с поршневым затвором и ИСУ-122С со 122-мм пушкой Д-25С с клиновым затвором. Эти варианты легко различимы визуально по меньшей бронемаске орудия и наличию двухкамерного дульного тормоза у ИСУ-122С. Однако помимо этих отличий у серийных машин существовали другие, менее заметные конструктивные особенности. У серийных ИСУ-122 различались орудия, см. секцию Описание конструкции, лоб бронекорпуса также мог отличаться по технологии изготовления:
- ИСУ-122 на базе танка ИС 1943 г. выпуска имела цельнолитую лобовую броню корпуса;
- ИСУ-122 на базе танка ИС 1944 г. выпуска имела лобовую броню корпуса, сваренную из двух катаных бронеплит. Этот вариант самоходки отличался увеличенной толщиной маски орудия по сравнению и более вместительными топливными баками.

С октября 1944 года ИСУ-122 стали оснащаться 12,7-мм зенитным пулемётом ДШК. Ряд ранее выпущенных машин также получил этот пулемёт в ходе ремонта.

### Послевоенные
Высокие боевые и эксплуатационные качества ИСУ-122, а также некоторая стагнация в развитии советской ствольной самоходной артиллерии в конце 1950-х годов (сказывалось увлечение руководства армии и страны ракетной техникой) привели к решению произвести модернизацию оставшихся в строю машин этой марки. Однако в качестве основной тяжёлой САУ была выбрана ИСУ-152, поэтому модернизация ИСУ-122 была не столь полной, как у ИСУ-152. Замена двигателя производилась не всегда, в обязательном порядке на остающихся в строю ИСУ-122 устанавливались прибор ночного видения и новая радиостанция.

### Машины на базе ИСУ-122

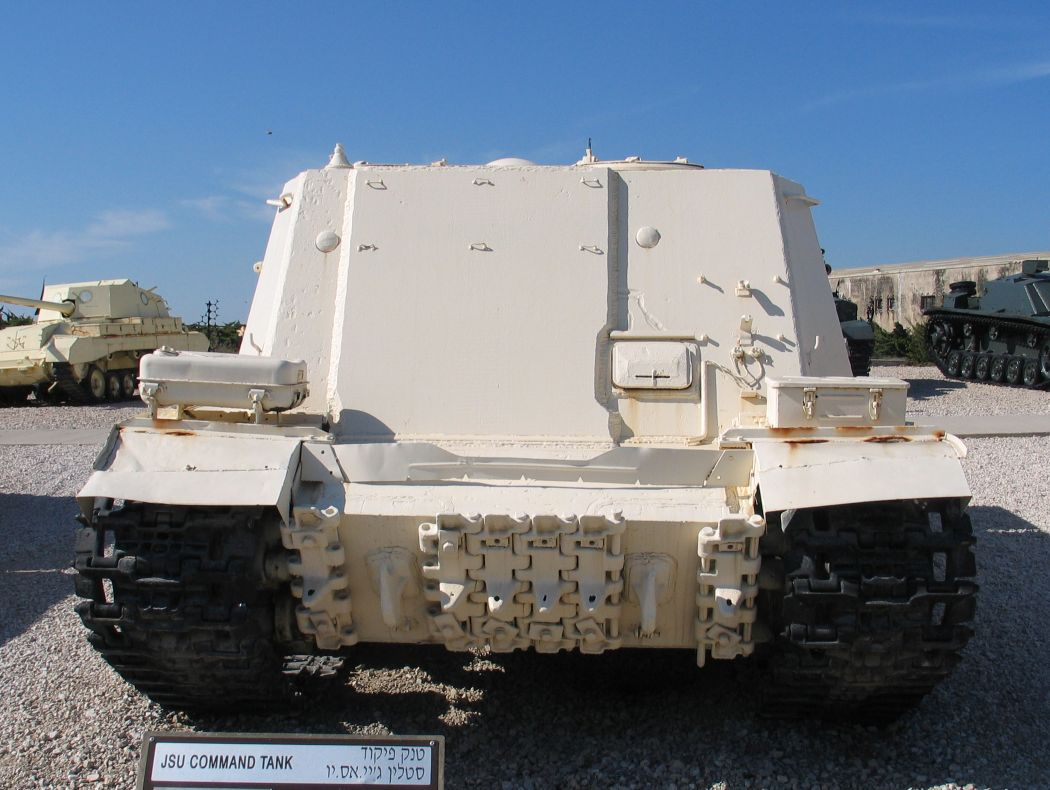
Штабная машина на базе ИСУ (Музей бронетехники, Латрун, Израиль)

После окончания Великой Отечественной войны шасси ряда самоходок серии ИСУ (включая ИСУ-122) использовались для создания самоходных артиллерийских систем большой и особой мощности, пусковых установок тактических ракет. Разоружённые ИСУ с заваренным отверстием под монтировку орудия в лобовом листе рубки под названием ИСУ-Т использовались как танковые тягачи, штабные машины, передвижные артиллерийские наблюдательные посты. Некоторое количество таких машин было передано гражданским ведомствам для использования в качестве тягачей или транспортов в труднопроходимой местности. На железных дорогах СССР небольшое количество разоружённых ИСУ использовалось в восстановительных поездах в качестве кантователей или тягачей при аварийных ситуациях. Имеются неподтверждённые сведения о наличии нескольких таких машин в инвентарном парке ОАО «РЖД».
На той же базе строились танковые тягачи БТТ-1 с расширенной функциональностью по сравнению с ИСУ-Т. К корпусу БТТ-1 приваривались демпферы для толкания аварийного танка с помощью бревна, сзади машина оборудовалась сошниками, платформой над моторно-трансмиссионным отделением и разборной стрелой ручного крана грузоподъёмностью до 3 тонн. Вместо орудия и боекомплекта в рубке размещалась мощная лебёдка с приводом от коробки отбора мощности от главного двигателя машины. Вариант БТТ-1Т вместо лебёдки оснащался комплектом такелажного оборудования.

## Организация
ИСУ-122/122С вместе с СУ-152 и ИСУ-152 использовались в отдельных тяжёлых самоходно-артиллерийских полках (отсап). С мая 1943 по 1945 год таких частей было сформировано 53.
Каждый отсап имел 21 самоходку в составе 4 батарей по 5 машин плюс САУ командира полка. Командир полка обычно имел звание полковника или подполковника, командиры батарей — звание капитана или старшего лейтенанта. Командиры самоходок, как правило, были лейтенантами, а механики-водители — сержантами. Остальные члены экипажа по штатному расписанию были рядовыми. Отсап обычно имел в своём составе несколько небронированных машин обеспечения и поддержки — грузовиков, джипов или мотоциклов.
1 марта 1945 года сформирована 66-я гвардейская тяжёлая самоходно-артиллерийская бригада для обеспечения тяжёлой огневой поддержки 70-й армии. Её организация была заимствована у танковой бригады, количество машин в обоих случаях было одинаковым — 65 самоходок ИСУ-122 или танков соответственно.
За проявленную доблесть при освобождении белорусских городов 8 отсап были удостоены их почётных имён, а ещё три полка были награждены орденом Боевого Красного Знамени.
Также уместно заметить, что командиры Красной армии старались не смешивать ИСУ-122/122С и ИСУ-152 в рамках одного полка или бригады, несмотря на имевшие место случаи наличия обоих типов самоходок в некоторых частях. Различное вооружение ИСУ-122/122С и ИСУ-152 приводило к трудностям со снабжением боеприпасами; кроме того, при возможной стрельбе с закрытых позиций нужно было вычислять установки для стрельбы для двух различных типов орудий.
После войны ИСУ-122 (1261 шт. без учебных заведений на октябрь 1945, 1205 на декабрь, 1592 на ноябрь 1947) из штатов Красной Армии были выведены и использовались как замена недостающих СУ-100 в тяжёлых танкосамоходных полках (ттсп) танковых дивизий Красной и затем Советской Армии (до 1957 года).

## Боевое применение
ИСУ-122 использовалась во всех функциональных областях применения самоходной артиллерии. Вместе с другими тяжёлыми САУ СУ-152 и ИСУ-152 она выполняла функции мощного штурмового орудия, истребителя танков и самоходной гаубицы. Однако все эти машины имели различные тенденции боевого применения: СУ/ИСУ-152 тяготели более к роли штурмового орудия, а ИСУ-122 — к роли истребителя танков. 122-мм пушка А-19С или Д-25С выстреливала 25-кг остроголовый бронебойный снаряд БР-471 с дульной скоростью 800 м/с. Этого было достаточно, чтобы пробить броню любого представителя бронетехники вермахта за весьма редкими исключениями. Только лобовая броня «Элефанта»/«Фердинанда» не пробивалась БР-471, а броня танка «Королевский Тигр», несмотря на более выгодные углы наклона, часто раскалывалась от попаданий БР-471 из-за плохого её качества. Однако из-за своей высокой кинетической энергии БР-471 часто повреждал тяжелобронированные цели без пробития брони, выводя из строя двигатель и коробку передач механическим ударом. 122-мм орудие имело очень большой бронебойный потенциал, но БР-471 не позволял его раскрыть полностью. Улучшенный вариант тупоголового бронебойного снаряда с баллистическим наконечником БР-471Б был разработан в начале 1945 года, но в массовое производство пошёл уже после окончания войны. В рапортах с полей боёв также отмечалось, что хорошим действиям по бронецелям противника обладают и мощные пушечные осколочно-фугасные стальные гранаты ОФ-471 и ОФ-471Н с привинтной головкой с последующей установкой взрывателя РГМ на фугасное действие. Они также имели массу в 25 кг, дульную скорость в 800 м/с и снабжались 3,6—3,8 кг тротила соответственно. Механического удара и последующего взрыва часто было достаточно для вывода из строя цели без пробития брони.
При прорыве укреплённых полос и в городских боях ИСУ-122 использовались как штурмовые орудия, но с меньшей эффективностью по сравнению с СУ/ИСУ-152. Но в общем ИСУ-122 заслужила хорошую оценку и в этой роли — ОФ-471 был эффективен против полевых и долговременных фортификаций, открыто расположенной и окопавшейся пехоты, укреплённых зданий. В городских боях длинный вылет ствола 122-мм пушки часто мешал маневрированию в узких местах.
В качестве самоходной гаубицы ИСУ-122 использовалась редко, несмотря на максимальную дальность стрельбы, превышающую 14 км. Обыкновенно ИСУ-122 стреляли с закрытых позиций в отсутствие поддержки буксируемой артиллерии при быстрых прорывах, когда буксируемые орудия не успевали продвигаться за танковыми и механизированными частями Красной армии.
Безвозвратные потери ИСУ-122 и ИСУ-122С в 1944 году:
| январь-май | июнь | июль | август | сентябрь | октябрь | ноябрь | декабрь | Всего |
| 0          | 5    | 22   | 24     | 44       | 54      | 15     | 5       | 169   |
| ---------- | ---- | ---- | ------ | -------- | ------- | ------ | ------- | ----- |

На 1 января 1945 у Красной Армии было 943 ИСУ-122, из них 561 на фронте.
Китайские ИСУ-122 применялись в пограничном конфликте на острове Даманский, две машины были подбиты советской артиллерией.

## Уцелевшие ИСУ-122

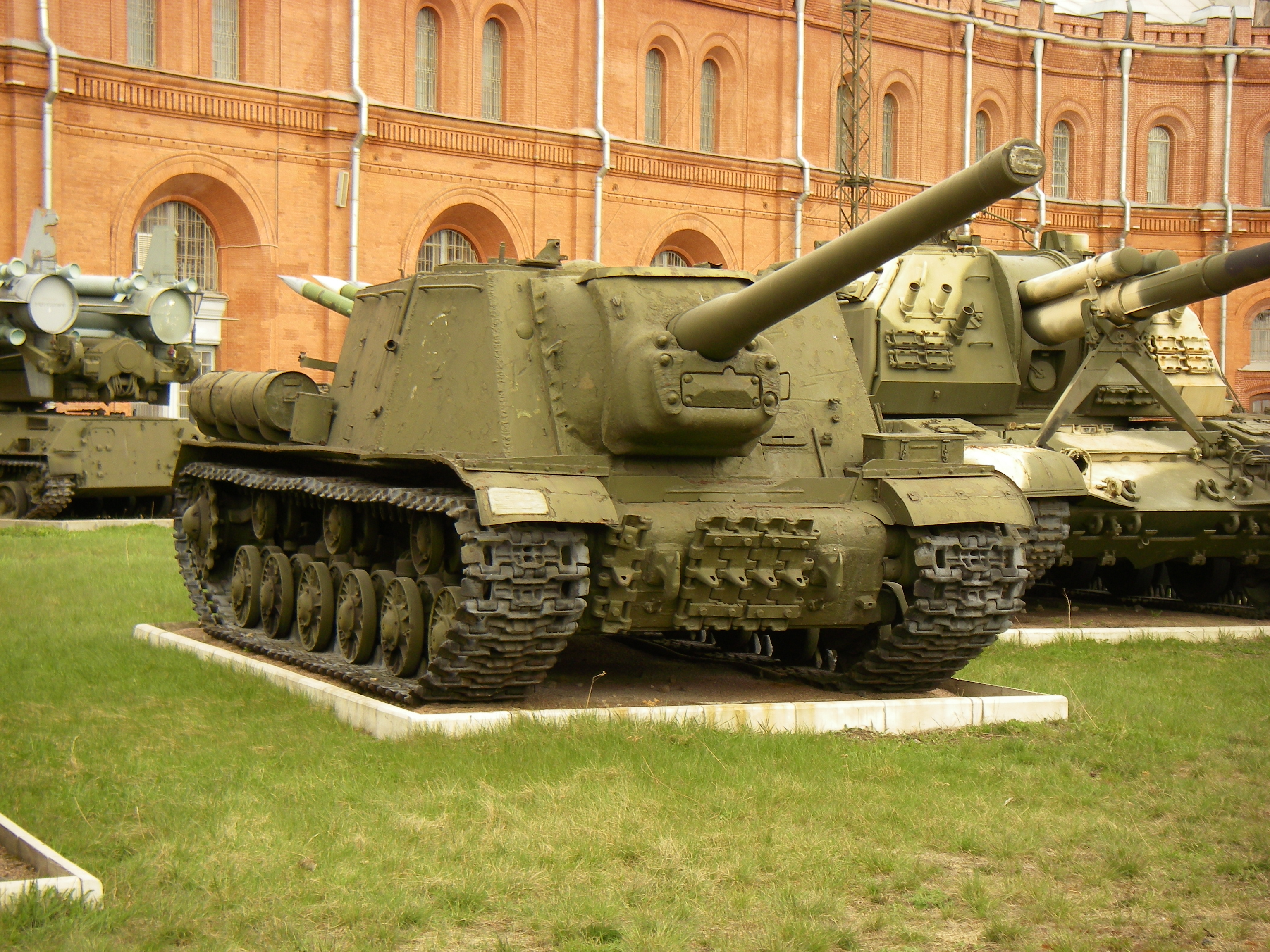
ИСУ-122 в Артиллерийском музее Санкт-Петербурга
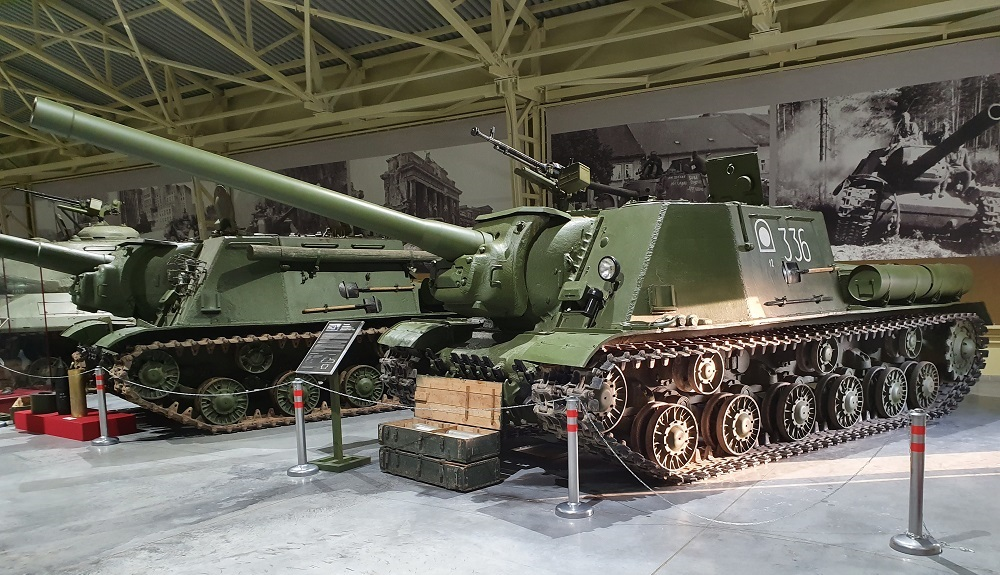
ИСУ-122 в Музее отечественной военной истории в деревне Падиково

Большинство ИСУ-122 пережило Великую Отечественную войну. Много машин этого типа были переоборудованы или утилизированы на металл в середине 1960-х годов. Поэтому число ИСУ-122 в музеях и мемориалах существенно меньше, чем ИСУ-152 (последние сохраняли боевую ценность дольше и, как следствие, меньше подвергались переделкам и снимались с вооружения позже по времени). Уцелевшие ИСУ-122 экспонируются в Центральном музее Вооружённых сил (https://tankist-31.livejournal.com/110660.html) , музее «Боевая слава Урала» в г. Верхняя Пышма, Музее инженерных войск и артиллерии в Санкт-Петербурге, в Музее героической обороны и освобождения Севастополя на Сапун-горе в Севастополе (севастопольский экспонат изготовлен в 1944—1945 гг.) , в музее "Техника XX века в Приморском крае" во Владивостоке.
В 2018 году в Танковом корпусе Музея отечественной военной истории (Московская область, деревня Падиково) в экспозиции представили полностью отреставрированную ИСУ-122. Машина поставлена на ход на родном двигателе, интерьер воспроизведен вплоть до мельчайших подробностей, идентично восстановлен внешний облик.
Также САУ сохранились в Польше:
Одна в Музее Войска польского (https://tankist-31.livejournal.com/99057.html)
Две в Познани (https://tankist-31.livejournal.com/106517.html), (https://tankist-31.livejournal.com/107751.html)
и в  Колобжеге (https://tankist-31.livejournal.com/102493.html.)
В Черноголовке (https://tankist-31.livejournal.com/104547.html)
В Пекине (https://tankist-31.livejournal.com/101465.html)

## В массовой культуре

### Стендовый моделизм
ИСУ-122 широко представлен в стендовом моделизме. Сборные пластиковые модели-копии ИСУ-122 в масштабе 1:35 выпускаются фирмами Звезда (Россия), Tamiya (Япония), Dragon (Китай), Trumpeter  (Китай).В масштабе 1:72 существуют модели от Звезда (Россия),PST (Варианты ИСУ-122 и ИСУ-122С)(Белоруссия)